# شبیه‌ساز لوکوموتیو

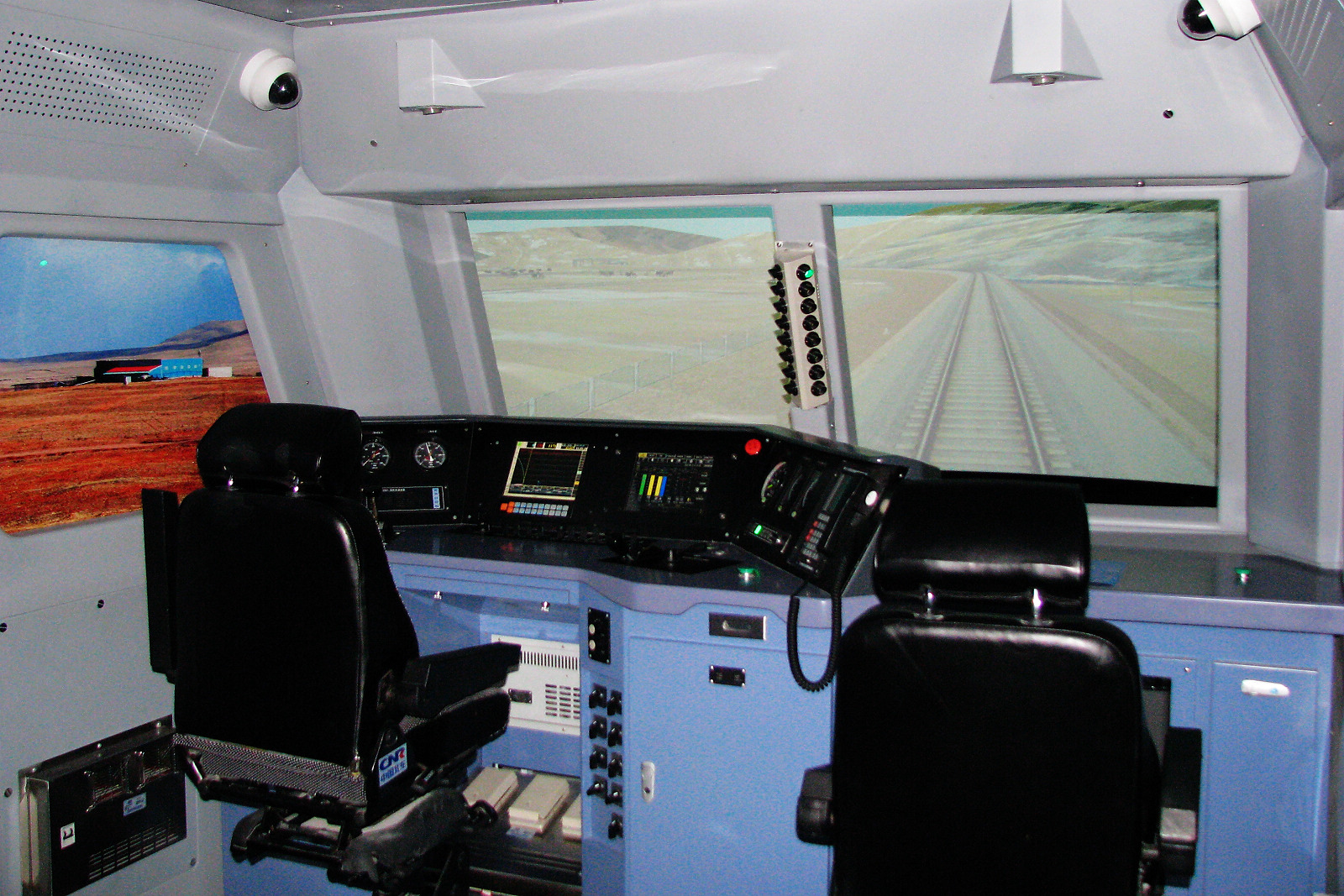
یک دستگاه شبیه ساز لوکوموتیو

شبیه‌ساز لوکوموتیو (به انگلیسی: Train simulator) دستگاهی است که برای آموزش، افزایش مهارت‌ها و آزمایش مهارت و سرعت عمل لکوموتیورانان به‌کار می‌رود.